# Виноградов Микола Костянтинович
Виноградов Микола Костянтинович (19.12.1914 — 25.11.1991) — учасник Радянсько-німецької війни, командир 45-мм гармати 241-го гвардійського стрілецького полку 75-ї гвардійської стрілецької дивізії 30-го стрілецького корпусу 60-ї Армії Центрального фронту, Герой Радянського Союзу (17.10.1943), гвардії старший сержант.

## Біографія
Народився 19 грудня 1914 року в с. Фокіно, зараз Гагаринський район, Смоленська область в селянській родині. Батько загинув у Першу світову війну, мати померла в 1942 року під час німецької окупації. В 1929 році закінчив школу ФЗУ в м. Москва, працював в Метробуді. Переїхав в Приморський край, м. Спаськ-Дальній.
В Червоній Армії з 1938 року. Брав участь в боях на озері Хасан.
В діючій армії Виноградов Н. К. з грудня 1941 року. З березня 1943 року на посаді командира 45-мм гармати 241-го гвардійського стрілецького полку 75-ї гвардійської стрілецької дивізії.
Брав участь в Курській битві в районі Понирі-Ольховатка. Був нагороджений орденом Вітчизняної війни 1 ступеня. Командир 241-го гвардійського стрілецького полку гвардії підполковник Бударін М. П. в наградному листі написав, що в бою біля висоти 228.7, що на північний захід від хутора Дружковський, проявив відвагу і мужність, знищив зі своєї гармати один важкий танк і один середній танки, до 2-х взводів піхоты і розбив три вогневі точки противника
:
М. К. Виноградов особливо відзначився при форсуванні ріки Дніпро північніше Києва восени 1943 року, у боях при захопленні та утриманні плацдарму на правому березі Дніпра в районі сіл Глібівка та Ясногородка (Вишгородський район Київської області). Командир 241-го гвардійського стрілецького полку гвардії підполковник Бударін М. П. в наградному листі написав, що в боях на Київському напрямку Виноградов проявив виключну стійкість і мужність. 24.09.1943 року при форсуванні Дніпра зробив плот, на якому першим переправив через Дніпро свою гармату і снаряди. Незважаючи на сильний атрилерійсько-кулеметний вогонь, розвернув на відкритому місці гармату і знищив три кулеметні точки і одну гармату противника, що не давали нашим підрозділам форсувати Дніпро. 24 і 25.09.1943 року в боях на плацдармі знаходився у передових порядках батальйону, відбиваючи контратаки ворога. Знищив до 70 солдат і офіцерів противника.
Указом Президії Верховної Ради СРСР від 17 жовтня 1943 року за мужність і героїзм проявлені при форсуванні Дніпра і утриманні плацдарму гвардії старшому сержанту Виноградову Миколі Костянтиновичу присвоєне звання Героя Радянського Союзу з врученням ордена Леніна і медалі «Золота Зірка».
В боях за звільнення Білорусі Виноградов Н. К. показав себе стійким, мужнім і сміливим артилеристом і був нагороджений орденом Слави 3-го ступеня. В наградному листі командир 241-го гвардійського стрілецького полку гвардії підполковник Мирошниченко Л. Г. написав, що в січні 1944 року прі прориві сильно укріпленної оборони противника використовуючи пряму наводку знищив один середній танк, три бронемашини і подавив вогонь двох вогневих точок противника. Коли вибув зі строю командир взводу, Виноградов взяв командування на себе.
З 1946 року до уходу на заслужений відпочинок Н. К. Виноградов служив в органах МВС СРСР. Жив в м. Омськ.
Помер 25 листопада 1991 року. Похований на Старо-Північному кладовищі Омська.

## Нагороди
- медаль «Золота Зірка» № 1548 Героя Радянського Союзу (17 жовтня 1943)
- Орден Леніна
- Орден Вітчизняної війни 1 ступеня
- Орден Вітчизняної війни 1 ступеня
- Орден Червоної Зірки
- Орден Слави 3 ступеня
- Медаль «За оборону Сталінграда»
- Медалі

## Пам'ять
- У навчальному центрі Сухопутних військ Збройних сил України «Десна» встановлено бюст Героя